# میلز اسکاتسون
میلز اسکاتسون (انگلیسی: Miles Scotson؛ زادهٔ ۱۸ ژانویهٔ ۱۹۹۴) دوچرخه‌سوار اهل استرالیا است.
از باشگاه‌هایی که در آن بازی کرده‌است می‌توان به وانتی–گروپ گوبر و تیم بی‌ام‌سی اشاره کرد.
وی در مسابقات کشوری و بین‌المللی در مجموع برندهٔ ۲ مدال طلا، ۲ مدال برنز شده‌است.